# Shahrestān di Torqabeh e Shandiz
Lo shahrestān di Torqabeh e Shandiz (farsi شهرستان طرقبه و شاندیز) è uno dei 28 shahrestān del Razavi Khorasan. È composta dalle città di Torqabeh (13.158 abitanti) e Shandiz (6.402 abitanti) che precedentemente appartenevano allo shahrestān di Mashhad.